# Peggiopsis spectra
Peggiopsis spectra är en insektsart som först beskrevs av William Lucas Distant 1911.  Peggiopsis spectra ingår i släktet Peggiopsis och familjen Derbidae. Inga underarter finns listade i Catalogue of Life.